# Batalla de Madagascar
La batalla de Madagascar (o Operació Ironclad) va ser la campanya aliada per capturar Madagascar, controlada pel govern de Vichy durant la Segona Guerra Mundial. Va començar el 5 de maig de 1942 i la lluita no va acabar fins al 6 de novembre.

## Antecedents
A principis de 1942, els líders aliats van creure que els ports de Madagascar podien ser utilitzats per l'Imperi Japonès, una idea compartida per la Kriegsmarine. Després de la seva conquesta de l'Àsia Sud-oriental, l'alt comandament japonès va poder considerar moure's cap a l'oest, doncs els submarins de la Marina Imperial Japonesa es movien lliurement per tot l'oceà Índic. El març de 1942, els avions japonesos van dur a terme el raid de l'Oceà Índic, que va obligar la flota britànica a retirar-se del nord-est de l'Oceà Índic i traslladar-se a una nova base a Mombasa, a Kenya.
Aquest moviment va posar la flota britànica oberta a un nou angle d'atac a abordar: la possibilitat que forces navals japoneses utilitzessin bases avançades a Madagascar. L'ús potencial d'aquestes instal·lacions amenaçava especialment els vaixells aliats comercials en la ruta de subministrament per al vuitè exèrcit britànic i també la Flota de l'Est doncs els submarins japonesos tenien el major rang del seu temps: més de 16.000 km en alguns casos, i en cas que fossin capaços d'utilitzar bases a Madagascar, les línies aliades de les comunicacions es veurien afectades a l'Oceà Pacífic, Austràlia, Orient Mitjà i l'Atlàntic Sud.

## Operació Ironclad
Els comandants aliats van decidir llançar un assalt amfibi a Madagascar conegut com a Operació Ironclad i les forces aliades, inicialment l'exèrcit britànic i la Royal Navy, van ser comandades pel major general Robert Grice Sturges dels Royal Marines. El contingent naval aliat consistia en més de 50 embarcacions, procedents de la Força H, la Home Fleet britànica i la Flota Oriental Britànica, al comandament de l'almirall Edward Neville Syfret, incloent l'HMS Illustrious, l'HMS Indomable i l'envellit cuirassat HMS Ramillies per cobrir els aterratges.

## Els desembarcaments
Després de moltes missions de reconeixement per la Força Aèria Sudafricana (Saaf), un atac de distracció va ser efectuat a l'est, i la 5a divisió d'infanteria britànica, 29a brigada d'infanteria britànica, la unitat n.5 de comandos i els Royal Marines van desembarcar a les badies de Courrier i Ambararata, a l'oest del port de Diego Suárez, a l'extrem nord de Madagascar. La cobertura aèria la van proporcionar Fairey Swordfishs, Fairey Albacore i F4F Wildcatamb assistència d'un petit nombre d'avions de la Saaf.
La defensa de les forces de Vichy, encapçalada pel governador general Armand Léon Annet, era d'uns 8.000 soldats, dels quals 6.000 de Madagascar i gran part de la resta senegalesos. Entre 1.500 i 3.000 soldats de Vichy estaven concentrats al voltant de Diego Suárez. La força naval i la defensa antiaèria eren relativament lleugeres i obsolets: vuit bateries de costa, dos creuers mercants armats, dues corbetes, cinc submarins, 17 caces Morane-Saulnier M.S.406 i 10 bombarders Potez 630.
Després d'intensos combats, Diego Suárez va caure el 7 de maig, tot i que substancial les forces de Vichy es van retirar cap al sud.

## Combats navals
Els submarins japonesos I-10, I-16 i I-20 van arribar el 29 de maig, tres setmanes després. L'avió de reconeixement de l'I-10 va trobar l'HMS Ramillies fondejat al port de Diego Suárez, però l'avió va ser vist i Ramillies va canviar el seu lloc d'atracada. Els I-20 i I-16 van llançar dos mini-submarins, un dels quals va aconseguir entrar al port i disparar dos torpedes mentre rebia l'atac de càrregues de profunditat de dues corbetes. Un torpede va malmetre seriosament el Ramillies, mentre el segon va enfonsar el petroler British Loyalty (posteriorment reflotat). El Ramillies va ser reparat més tard a Durban i Plymouth.
La tripulació d'un dels submarins, el tinent Saburo Akieda i el suboficial Masami Takemoto, avararen seu submarí (M-20B) a Nosy Antalikely i es va traslladar a l'interior cap al seu punt de recollida a prop del Cap d'Amber. Se'ls va informar sobre el moment de recollir aliments en un poble i tots dos van morir en un tiroteig amb els Royal Marines tres dies després. El submarí nan segon es va perdre en el mar i el cos d'un dels seus tripulants va sortir a la superfície un dia més tard.

## Combats en terra
Les hostilitats van ser de baixa intensitat durant diversos mesos i durant l'estiu de 1942 les dues brigades de la 5a divisió d'infanteria britànica van ser transferides a l'Índia. El 22 de juny, la brigada dels King's African Rifles va arribar a Madagascar: La 7a divisió d'infanteria motoritzada sud-africana i la 27a brigada d'infanteria de Rhodèsia van desembarcar les següents setmanes l'arribada dels africans de l'est.
El 10 de setembre, la 29a i 22a brigades va fer un desembarcament amfibi a Majunga, al nord-oest, rellançant l'ofensiva aliada abans de la temporada de pluges, però el seu progrés va ser lent, i a part dels enfrontaments a petita escala amb les forces enemigues, es van trobar amb desenes d'obstacles erigits a les carreteres principals pels soldats del govern de Vichy. Els aliats finalment van capturar la capital, Antananarivo, sense gaire oposició, i després la ciutat d'Ambalavao. La principal acció en el passat va ser a Andriamanalina el 18 d'octubre. Armand Léon Annet es va lliurar prop d'Ilhosy, al sud de l'illa el 8 de novembre.
Els aliats van patir unes 500 baixes en el desembarcament a Diego Suárez, i 30 morts i 90 ferits en les operacions a partir del 10 de setembre.

## Conseqüències
La França Lliure va nomenar el general francès Paul Legentilhomme com Alt Comissionat per Madagascar, però el control francès de l'illa no havia de durar molt més temps doncs igual que moltes colònies, Madagascar va buscar la seva independència després de la guerra. El 1947 es va produir l'Aixecament de Madagascar, una revolució que va ser aixafada el 1948. No va ser fins al 14 d'octubre de 1958, uns deu anys més tard, que la República de Madagascar va proclamar amb èxit la seva independència de França.